# Локалитет Градац - Кула
Локалитет Градац - Кула у Црнољевици, насељеном месту на територији општине Сврљиг, налази се северно од села, на узвишењу Градац.
На локалитету се налазе делимично очувани остаци зидова које мештани називају Kула, Kулиште или Градац. На највишем делу узвишења, на мањем платоу, видљиви су остаци који се пружају у правцу исток-запад. Материјал је ломљени камен, кога овде има у великим количинама. На делу где се остаци уочавају видљиви су темељи са сухозидом, који се пружају правоугаоно, димензија 6x4m. Мештани ове остатке правоугаоног облика сматрају црквиштем. У његовом средишњем делу укопали су камени крст са записом: 1974.год. Успомена св. Луке и св. Петра, пок. М.Николићу за здравље Горана. 
Место најмање одговара сакралном објекту. Постављени на највишем делу узвишења, са кога се пружа одличан поглед на околину, на овим остацима је највероватније у средњем веку постојала осматрачница – кула.
Локалитет није евидентиран у историјским изворима, нити је археолошки истражен.